# Nectria pallidula
Nectria pallidula är en svampart som beskrevs av Cooke 1888. Nectria pallidula ingår i släktet Nectria och familjen Nectriaceae.   Inga underarter finns listade i Catalogue of Life.